# Tiena
Tiena es una localidad y pedanía española perteneciente al municipio de Moclín, en la provincia de Granada, comunidad autónoma de Andalucía. Está situada en la parte oriental de la comarca de Loja. Cerca de esta localidad se encuentran los núcleos de Olivares, Moclín capital, Ventas de Algarra, Puerto Lope y Búcor.

## Demografía
Según el Instituto Nacional de Estadística de España, en el año 2024 Tiena contaba con 863 habitantes censados, lo que representa el 24,45% de la población total del municipio.

### Evolución de la población
| Gráfica de evolución demográfica de Tiena entre 2014 y 2024 |
|                                                             |
| Datos según el nomenclátor publicado por el INE.            |

## Comunicaciones

### Carreteras
Las principales vías de comunicación que transcurren junto a esta localidad son:
| Identificador | Denominación                        | Itinerario                |
| ------------- | ----------------------------------- | ------------------------- |
| N-432         | Carretera de Badajoz a Granada      | Badajoz - Granada         |
| GR-3408       | De N-432 (Pinos Puente) a GR-3416   | Pinos Puente - Tózar      |
| GR-3411       | De Tiena a N-432 (Venta de Algarra) | Tiena - Ventas de Algarra |

Algunas distancias entre Tiena y otras ciudades:
| Ciudades | Distancia (km) |
| -------- | -------------- |
| Moclín   | 5              |
| Granada  | 28             |
| Loja     | 46             |
| Jaén     | 95             |
| Almería  | 179            |
| Murcia   | 299            |

## Servicios públicos

### Sanidad
Tiena cuenta con un consultorio médico de atención primaria situado en la calle Escuelas de Tiena, s/n, dependiente del Distrito Sanitario Metropolitano de Granada. El servicio de urgencias está en el centro de salud de Pinos Puente y el área hospitalaria de referencia es el Hospital Ruiz de Alda de Granada capital.

### Educación
El único centro educativo que hay en la localidad es:
| Denominación genérica                    | Nombre del centro | Naturaleza |
| ---------------------------------------- | ----------------- | ---------- |
| Colegio de educación infantil y primaria | CEIP El Retamal   | Público    |

## Cultura

### Fiestas
Sus fiestas patronales se celebran en honor a la Virgen de las Mercedes el primer fin de semana de agosto, e incluyen verbenas por la noche y actividades lúdicas como un campeonato de fútbol, carreras de cintas y cucañas. Culminan con los tradicionales fuegos artificiales.